# Licania platypus
Licania platypus es un árbol nativo de América Central que pertenece a la familia Chrysobalanaceae. Sus nombres más comunes son sonzapote, zapote mechudo y zapote borracho. Se caracteriza por sus frutos irregulares rugosos muy grandes de hasta 20 cm de largo y es una especie cercana a otras especies frutales como el icaco y el olosapo. A pesar de sus nombres, esta especie no está relacionada con las plantas de la familia sapotaceae a la que pertenecen varias de las otras especies frutales llamadas sapotes como el zapote mamey o el níspero zapote. 

## Clasificación y descripción

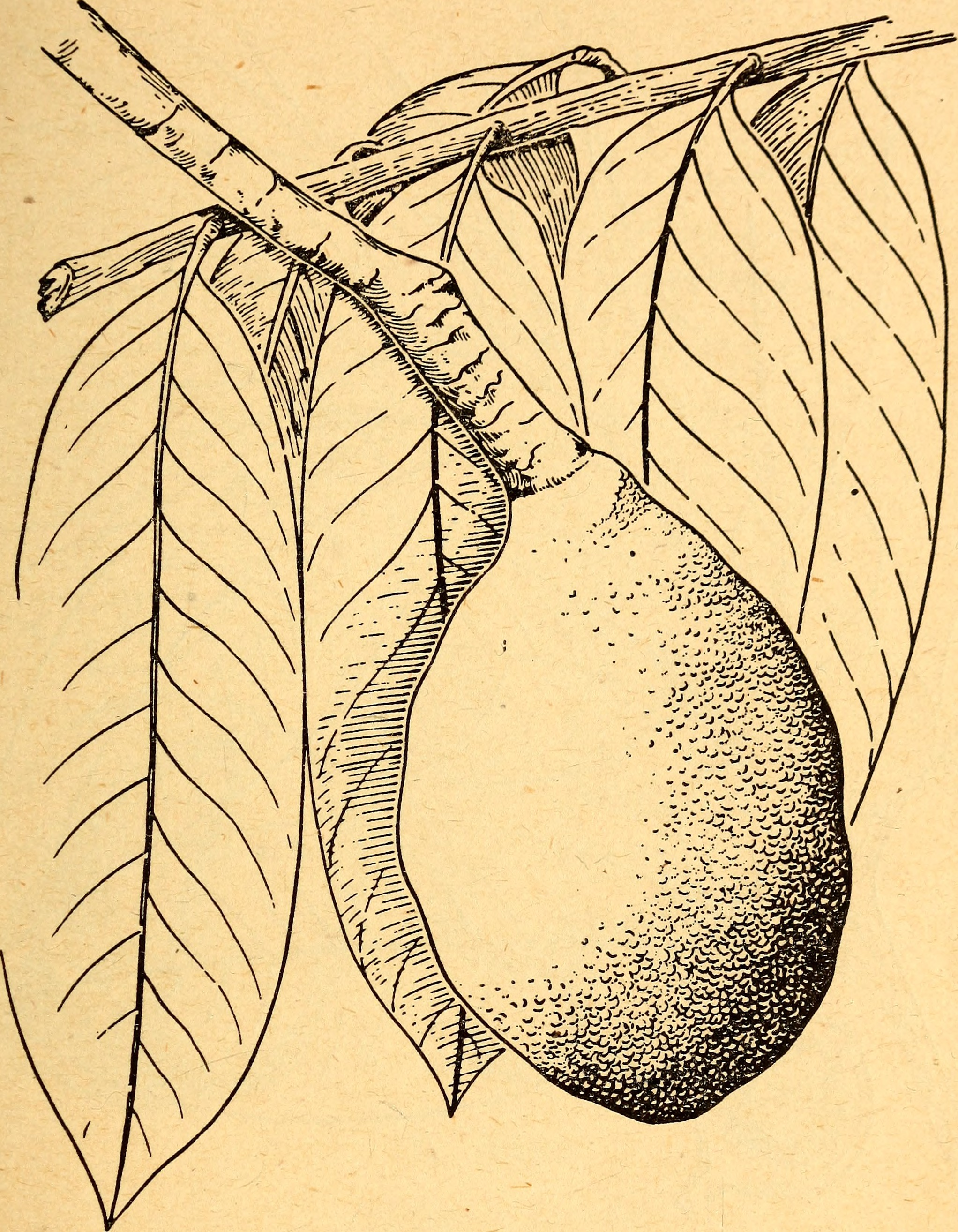

Es un árbol que llega a medir hasta 30 m de alto con un diámetro de hasta 1 m, a veces presenta contrafuertes bien desarrollados, su copa es redonda y densa con ramas horizontales y luego colgantes. La corteza externa es escamosa, a veces con lenticelas grandes pardo amarillenta. Hojas, presenta yemas de 5 a 7 mm de largo ovadas o redondeadas; las hojas simples a veces dispuestas en espiral, son oblongas a oblongo-lanceoladas, 13–20 cm de largo (hasta 30 cm de largo en las ramas estériles) y 3.5–8 cm de ancho, cortamente acuminadas en el ápice con acumen 2–10 mm de largo, redondeadas a subcuneas en la base, glabras, con 2 glándulas en la base de la lámina por el envés, coriáceas, nervio principal plano o ligeramente impreso y glabro en la haz, nervios primarios 15–22 pares, planos o casi planos en la haz, ligeramente prominentes en el envés; pecíolos 9–14 mm de largo, teretes, glabros, eglandulares, estípulas intrapeciolares, 2–4 mm de largo, ovadas, persistentes.
Inflorescencias panículas racemosas terminales, raquis y ramas con pubescencia gris, cortamente esparcida, brácteas y bractéolas 1–6 mm de largo, caducas, flores 3–4 mm de largo, solitarias o en pequeños grupos, pedicelos 0.5–2 mm de largo; receptáculo cupuliforme, con corta pubescencia gris por fuera, densamente hirsuto por dentro; lobos del cáliz pubescentes; pétalos glabros con márgenes ciliados, blancos; estambres 15–20, insertados en un círculo completo, filamentos ligeramente sobrepasando a los lobos del cáliz, libres casi hasta la base, glabros; ovario velloso, estilo tan largo como los filamentos, velloso en la porción inferior.
Los frutos son drupas monospérmicas obovoides o irregulares muy variables en forma y tamaño, de 12 a 20 cm de largo, la superficie es moreno amarillenta, rugosa, epicarpo glabro, verrugoso, mesocarpo grueso, fibroso y carnoso, endocarpo duro y delgado, glabro por dentro. La semilla es grande y de rápida germinación, la mayoría de las semillas germina pocos días después de caídas, sin embargo otras llegan a germinar hasta los 2 meses.

## Distribución y ambiente
Presente en clima cálido, entre los 10 y los 1000 m s. n. m. Asociada a bosque tropical perennifolio. Su extensión nativa va desde el sur de México hasta el norte de Colombia. Se encuentra en Belice, Colombia, Costa Rica, Guatemala, Honduras, México, Nicaragua, Panamá, El Salvador y Trinidad y Tobago.

## Estado de conservación
La especie es catalogada como de preocupación menor por la UICN. En Costa Rica está presente en todo el país, tanto en el bosque seco caducifolio como en el bosque tropical húmedo. Se encuentra catalogada en riesgo en Colombia.

## Usos
La pulpa del fruto es comestible. La madera no es muy utilizada; en Costa Rica y en El Salvador se ha usado para camas de camiones. Sus usos potenciales, debidamente preservada, son construcción pesada, construcción interna, traviesas de ferrocarril (tratados), pilotaje y construcción marina, postes y estacas (tratados). También produce leña y carbón. También es usada como medicamento como por ejemplo en México (Tabasco) se aprovecha esta especie para curar el confelo, que es una enfermedad de la mujer que ha abortado y en Puebla se emplea contra padecimientos gastrointestinales, tales como diarrea, disentería e inflamación del estómago.

## Nombres comunes
- Zapote cabello, zapote borracho, mesonzapote, sonzapote, zunzapote, sinzapote, zunza, cabeza de mico, caca de niño, palo blanco, zapote amarillo, zapote de mico, zapote de mono (Español).[9]
- Urraco (Honduras). Hojas sangre, siangóba (Panamá).[4]
- Tzonzapotl (Náhuatl)
- Chichit jaka, ak’xinit jac (Totonaco),[8]